# Objetivo Canon EF 22-55mm

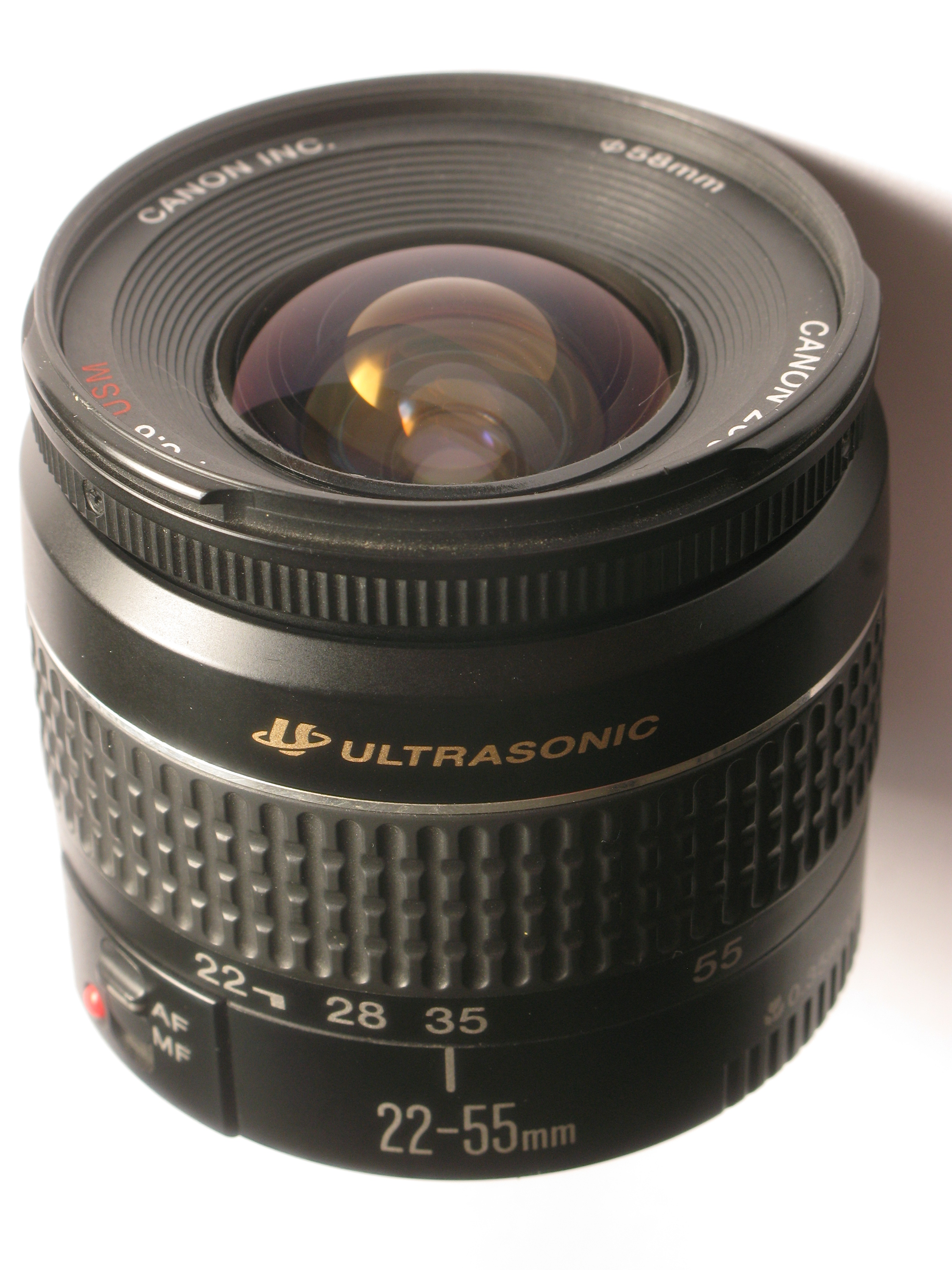
Canon EF 22-55 mm f 4 5,6 USM.

El Canon EF 22–55mm 4–5.6 USM lens es un lente de nivel para aficionados que ya no se fabrica. Fue presentado en febrero de 1998, como uno de dos lentes kit para la Canon EOS IX Lite, una cámara reflex analógica formato APS, pero completamente compatible con los cuerpos Canon EOS EF analógicos y con los digitales posteriores.